# Sporobolus festivus
Sporobolus festivus är en gräsart som beskrevs av Ferdinand von Hochstetter och Achille Richard. Sporobolus festivus ingår i släktet droppgräs, och familjen gräs. Inga underarter finns listade i Catalogue of Life.